# Даёшь шляпу
Даёшь шляпу (англ. Free Hat) — эпизод 609 (№ 88) сериала «Южный парк», его премьера состоялась 10 июля 2002 года. Эпизод посвящён высмеиванию попыток режиссёров Стивена Спилберга и Джорджа Лукаса переиздать собственные «улучшенные» оцифрованные фильмы, ставшие к этому времени классикой мирового кинематографа.
Вскоре после выхода этой серии Спилберг и Лукас объявили, что отказываются от планировавшейся идеи выпустить на DVD ремастеринг первого «Индианы Джонса». Паркер и Стоун в шутку сказали, что именно эпизод послужил причиной того, что изменения не были внесены. Доподлинно известно, что они получили письмо от Спилберга по поводу эпизода; по их мнению, он, хотя и написал, что оценил шутку, на самом деле вовсе её не оценил.

## Сюжет
Пока главные герои ожидают в кинотеатре начало сеанса, на экране анонсируют новые версии известных фильмов — «Спасти рядового Райана», «Инопланетянин», «Империя наносит ответный удар». Анонсируемые изменения оказываются очень глупыми — например, оружие в фильмах заменено рациями, вместо слова «нацисты» применено более политкорректное понятие «люди с другой политической системой» и далее в том же духе. Дети решают основать в школьном спортзале клуб по спасению старых фильмов от переделывания. Для привлечения большего количества людей Картман предлагает дописать к объявлению «Free Hat» (с англ. — «Даём шляпу»), так как люди очень любят халяву, даже самую бестолковую. Твику поручено сделать 50 пилоток из газеты, но он очень нервничает и успевает сделать только 15.
На следующее утро ребята обнаруживают, что спортзал заполнен взрослыми, но шляпы их не интересуют, так как они поняли смысл надписи по-своему (Free Hat англ. Освободите Шляпу) и ошибочно думают, что клуб будет бороться за освобождение Шляпы, серийного убийцы младенцев, который был посажен в тюрьму более двадцати лет назад. Чтобы взрослые не разбежались, ребятам приходится согласиться с такой абсурдной идеей. Их вызывают на телешоу, где расспрашивают, что же такого хорошего в убийствах детей. Кайл объясняет, что взрослые их неправильно поняли и что изменять классические фильмы так же нехорошо, как изменять каждые несколько лет «Белый альбом» The Beatles. Тут появляются Стивен Спилберг и Джордж Лукас и говорят детям, что изменяя старые фильмы, они делают их лучше. К тому же, режиссёры готовы приступить к изменению фильма «Искателей потерянного ковчега».
Ребята сообщают клубу, что для защиты фильма нужно украсть негативы из дома Лукаса, но взрослые по-прежнему соглашаются помочь ребятам только после освобождения Шляпы, по их мнению, посаженного несправедливо. Дети самостоятельно пробираются в дом и берут негативы, но тут появляется Лукас и вызывает полицию. Ребята уговаривают Лукаса отдать им негативы, но Спилберг как хозяин фильма забирает их и берёт Стэна, Кайла и Картмана в заложники. Твику удаётся сбежать, он собирает клуб и просит помощи, но взрослые уходят к губернатору просить помилования Шляпы. Твик устраивает засаду и угрожает гранатомётом, что взорвёт плёнку с новым фильмом. Он заявляет: «Отдайте Стена и Кайла, Картмана можете оставить!» (за что Эрик на него позже обозлится). Но охрана Спилберга берёт в заложники и его.
Начинается премьера фильма. Сначала людям нравятся новые спецэффекты, но после появления на экране эвоков народ освистывает фильм. Вдруг с экрана начинают бить молнии, которые убивают режиссёров и всех зрителей. Главные герои не смотрели на экран, и это спасает их от гибели.
На следующий день становится ясно, что взрослым таки удалось освободить Шляпу — в городе готовятся массовые празднования, а Твика, к тому же, благодарят за помощь. Ребята убегают со сцены, а Шляпа сообщает, что готов вернуться к своему преступному промыслу. Стэн говорит, что Лукас и Спилберг не смотрели в будущее, и поэтому были убиты собственным творением, а оригиналы фильма теперь надёжно спрятаны от будущих посягательств на складе гуманитарной помощи для пострадавших 11 сентября.

## Пародии
- Высмеянная замена оружия рациями была применена Спилбергом при ремастеринге фильма Инопланетянин, приуроченном к двадцатилетию выхода фильма.
- Сцена разговора ребят с Джорджом Лукасом у окна с видом на лес, похожа на аналогичную сцену в VI эпизоде «Звёздных Войн» (диалог Люка и Дарта Вейдера).
- Эпизод, где Твик угрожает взорвать фильм, пародирует аналогичную сцену из «Искателей потерянного ковчега», где ковчег угрожал взорвать Индиана Джонс. Сцена с просмотром ремастированных «Искателей» полностью повторяет эпизод из этого фильма, когда нацисты открывают ковчег и погибают под воздействием находящихся в нём сил.
- Последняя сцена серии также пародирует «Искателей потерянного ковчега». Аналогично фильму, коробка с ним прячется на секретном складе, среди тысяч других таких же коробок.
- Толпа, требующая отпустить Шляпу — отсылка на библейский сюжет, в котором народ просит отпустить разбойника Варавву.

## Факты
- В эпизод вставлена пародийная реклама «ремастера пилотного эпизода», который обещает быть лучше, современнее и дороже и «выйдет на DVD в 2003». Эпизод «Шоу закрыто», повторяющий сюжет пилотного эпизода, вышел 19 марта 2003 года.